# 大角咀洪聖殿
22°19′20″N 114°09′48″E / 22.322116°N 114.163453°E

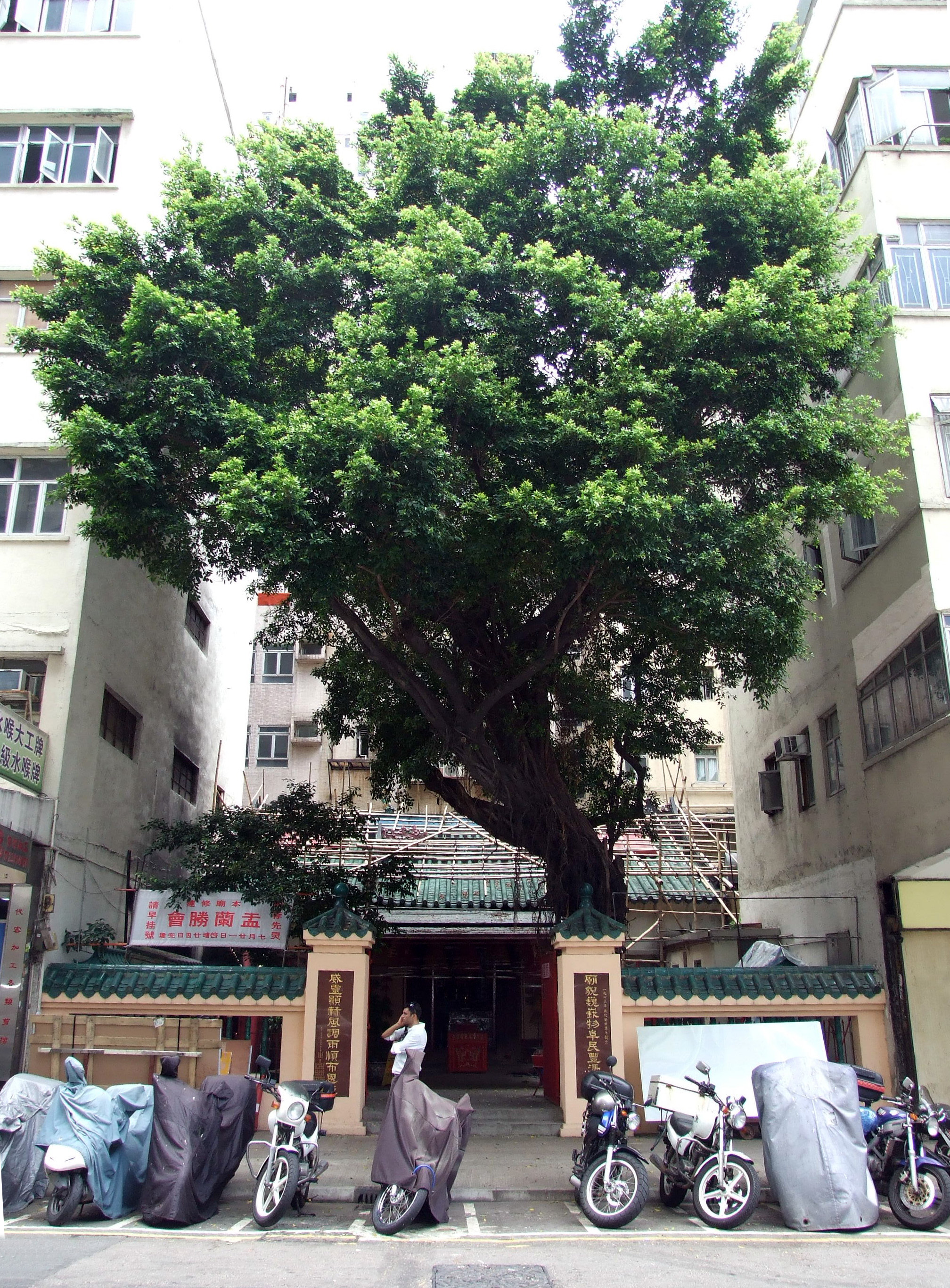
大角咀洪聖殿及百年許願樹

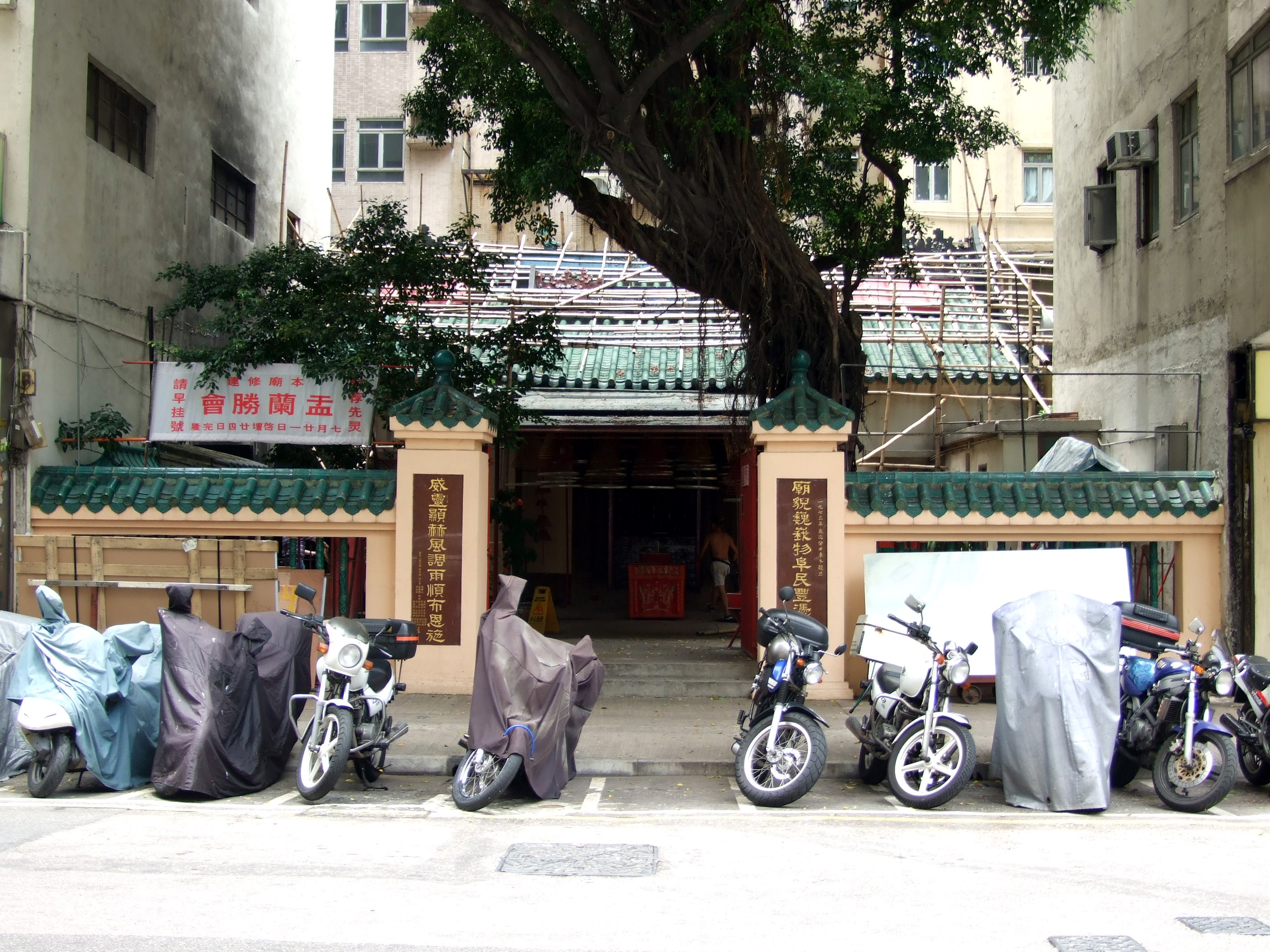
大角咀洪聖殿

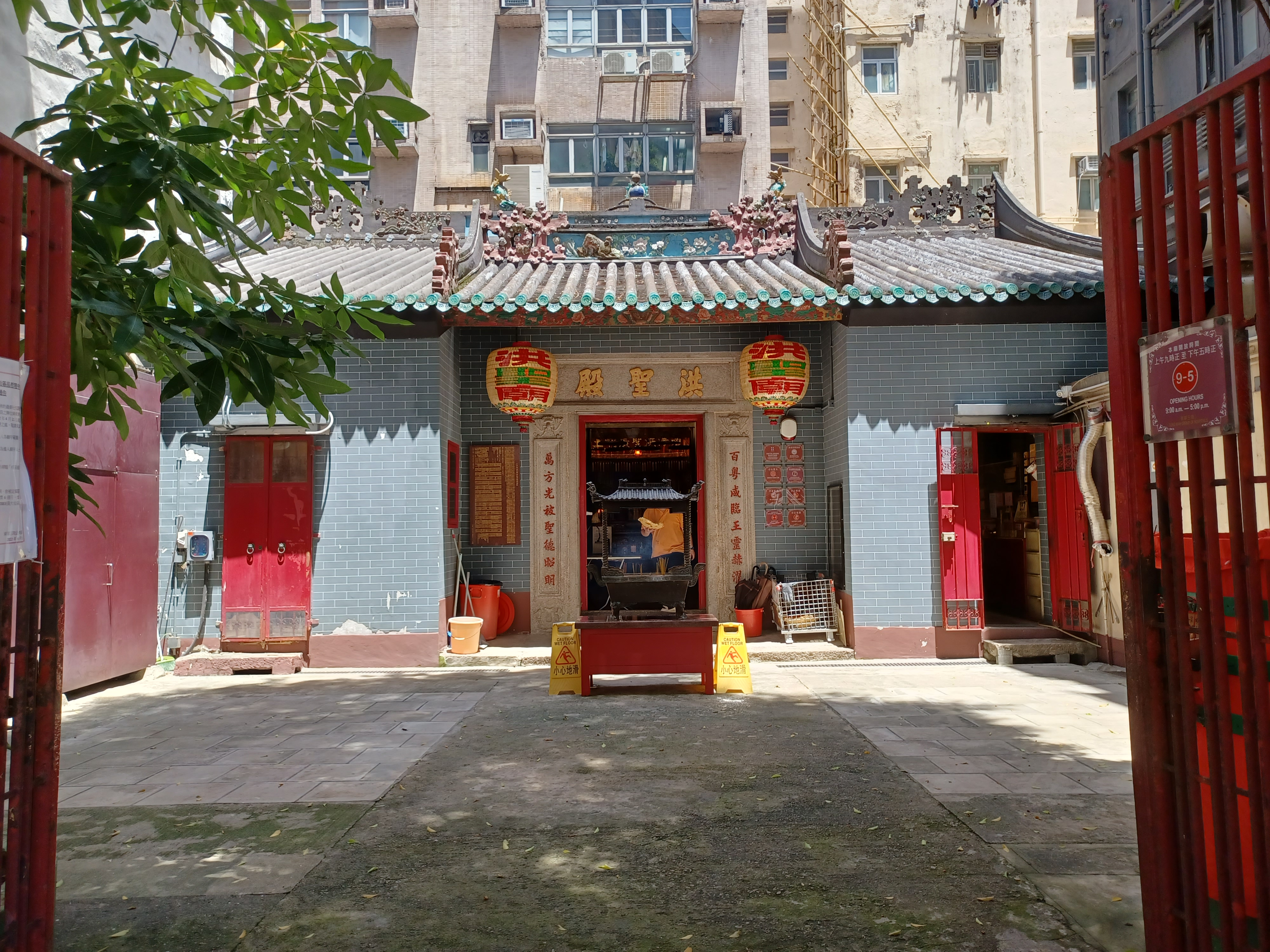
大角咀洪聖殿

大角咀洪聖殿，又稱大角咀洪聖廟、福全街洪聖廟，是香港一座洪聖廟，位於九龍大角咀福全街58-60號，現為香港三級歷史建築。廟內主祀海神洪聖，並配祀何仙姑、觀音、女媧、包公、北帝、地藏、準提及黃大仙，每年農曆二月十三日為洪聖誕，昔日有盛大賀誕活動。旺角街坊會自2005年開始以洪聖殿為中心，舉辦「大角咀廟會」。

## 歷史
大角咀洪聖殿建於1881年，原是位於深水埗界限街與大角咀道交界處的福全鄉內的廟宇。1928年，政府開發大角咀，原有村落被拆卸，廟宇也被遷往福全街現址，為紀念福全鄉，廟前的街道命名為福全街，並交由廣華醫院重建及管理，於1930年重新開放。1931年，東華醫院、廣華醫院及東華東院正式統一為東華三院，因此該廟改由東華三院管理至今。

## 文物
洪聖殿內存有光緒七年（1887年）銅鐘，1930年遷建落成的牌匾及重修碑記。

## 許願樹
洪聖廟前有百年許願樹，為細葉榕，善信參拜時，可將心願寫在心願咭放於竹筒內，再掛到許願樹之鐵欄上祈福。